# William Herschel
Sir Frederick William Herschel (15. listopadu 1738 Hannover, Brunšvicko-lüneburské kurfiřtství, Svatá říše římská národa německého – 25. srpna 1822 Slough, Buckinghamshire, Spojené království) byl astronom a konstruktér zrcadlových dalekohledů, který objevil infračervené záření. Byl rovněž hudebním skladatelem, i když jeho skladby z větší části upadly v zapomnění.
Byl bratrem astronomky Caroline Herschelové, se kterou spolupracoval. Jeho synem byl John Herschel a vnukem Alexander Stewart Herschel. V německy mluvících zemích jej tradičně nazývají Friedrich Wilhelm Herschel, podle původního tvaru jména z rodného Hannoverska.

## Životopis

### Původ rodiny
Jeho rodiče nejspíš pocházeli z Heršpic (nedaleko od Slavkova u Brna) a jeho předci pravděpodobně nosili příjmení Jelínek. Rodina jeho praděda, sládka Jana Jelínka, se přestěhovala do Saska, do Pirny u Drážďan. Praděd si své příjmení poněmčil na Hirschel. Jeho syn, děd Williama Herschela, Abraham Hirschel (1661–1718), byl zahradníkem v Drážďanech.
Otec Isaac (1708–1768) se zajímal o hudbu a v roce 1731 se přestěhoval do Hannoveru, kde se stal členem vojenské kapely. Jemu a jeho manželce Anně Ilse (rozené Moritzen) se 15. listopadu 1738 narodil syn Friedrich Wilhelm.

### Mládí
Friedrich Wilhelm pocházel z deseti dětí, z nichž však pouze šest se dožilo dospělosti. Stejně jako jeho sourozenci hrál na různé hudební nástroje – již v mládí dostal malé housle, speciálně pro něho vyrobené. Ve 14 letech již doprovázel svého otce na hoboj. Také se však zajímal o přírodní vědy a studoval cizí jazyky, jako první francouzštinu.
V roce 1753 se jako patnáctiletý stal členem hannoverské vojenské kapely, kde již byl jeho o čtyři roky starší bratr Jacob (1734–1792). S hannoverskou posádkou se o dva roky později dostal do Anglie, do Kentu. Zde si rodina Herschelů vytvořila známosti s rodinami věnujícími se hudbě, a které Herschel využil po odchodu do Anglie. Také se v této době začal učit anglicky.
Po bitvě u Hastenbecku v roce 1757 se v Anglii usadil natrvalo. V některých publikacích je psáno, že William Herschel od armády dezertoval a král Jiří III. mu tento čin odpustil až po objevu planety Uran, ale ve skutečnosti obdržel platný propouštěcí list.
V Anglii byl Herschel se svým bratrem Jacobem. Spolu přepisovali noty, vyučovali hudbu a hráli soukromé koncerty. Později získal William místo varhaníka v Leedsu, Halifaxu a nakonec od roku 1766 byl ředitelem sboru v Bathu. Byl tak nadaným hudebníkem, že na úvodním koncertu v Bathu předvedl postupně koncert na housle, hoboj a cembalo, vše vlastní skladby. Učil také hru na kytaru. Celkem složil 24 symfonií, 14 koncertů, 44 komorních skladeb, z nichž se však pouze několik skladeb pro hoboj hraje dodnes.
V hudební teorii se chtěl dále vzdělat, a proto začal studovat matematiku, která ho přivedla k astronomii. Jeho první zaznamenané astronomické pozorování pochází z února 1766, kdy ještě žil v Halifaxu. Protože neměl prostředky na dobrý dalekohled, zakoupil výhodně od starého optika nástroje a nehotová zrcadla a začal se stavbě dalekohledů věnovat sám. Prostudoval učebnici Roberta Smitha, profesora na univerzitě v Cambridgi, nazvanou A compleat System of Opticks, a začal vyrábět vlastní dalekohledy.
V roce 1772 si k sobě pozval svoji sestru Caroline (1750–1848), aby mu pomáhala při výuce hudby a astronomickém pozorování. V Anglii mohla získat lepší život jako pěvkyně.
Se stavbou velkých dalekohledů začal kolem roku 1773. Pomáhal mu jeho bratr Alexander (1746–1821), který byl dobrým mechanikem. Herschel vyráběl zrcadlové teleskopy s kovovými zrcadly ze slitiny mědi a cínu v poměru 12 : 5., ale zkoušel i jiné poměry. Než se mu podařilo vybrousit první použitelné zrcadlo, vybrousil asi 200 nepovedených. Od roku 1774 již měl dalekohled, kterým mohl dobře pozorovat. Byl jím teleskop s ohniskovou vzdáleností 168 cm. Pozoroval jím Saturnovy prstence a hvězdy Orionova pásu. O dva roky později postavil dalekohled s průměrem zrcadla 30 cm a ohniskovou vzdáleností 6 m. Svůj astronomický zájem podporoval prodejem dalekohledů po celé Evropě (na seznamu kupců je například Johann Elert Bode, Giuseppe Piazzi, rakouský císař Josef II., ruská císařovna Kateřina II. Veliká).
V roce 1780 zaslal Královské společnosti svou první práci o proměnné hvězdě Mira Ceti. Dne 13. března 1781 za pomoci vlastního dalekohledu objevil planetu Uran.

### Život po objevu planety Uran

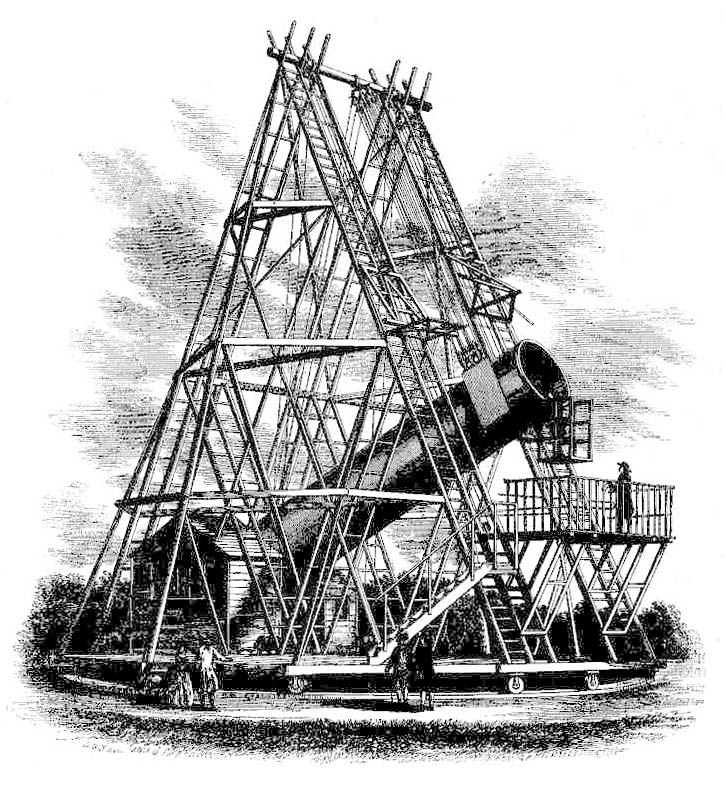
Dalekohled s ohniskovou vzdáleností 12 m, kterým Herschel 28. srpna 1789 objevil Saturnův měsíc Enceladus. Tento dalekohled je znázorněn na Gold Medal udělované Královskou astronomickou společností.

Po objevu Uranu a potvrzení, že se jedná o novou planetu, obdržel v listopadu 1781 Herschel Copleyho medaili a v prosinci se stal členem Královské učené společnosti. O rok později získal Herschel od krále Jiřího III. doživotní rentu 200 liber, která mu umožnila zcela se věnovat jeho zájmu, a byl jmenován královským hvězdářem. V roce 1786 obdržel čestný doktorát LL.D udělený univerzitou v Oxfordu.
V srpnu 1782 se Herschel přestěhoval z Bathu do Datchetu nedaleko Windsoru, kde téhož roku postavil 6 m dlouhý dalekohled. V březnu 1786 naposledy změnil bydliště, a to do Slough. Pozorování zde později uskutečňoval také jeho syn John Herschel. V červenci téhož roku navštívil Herschel naposledy svou matku. Navštívil ji během cesty do Göttingenu, kam byl poslán králem, aby zde odevzdal jeden ze svých vyrobených dalekohledů.
V roce 1788 se po povýšení do šlechtického stavu oženil 8. května se zámožnou vdovou Mary Pitt Baldwin (1750 - 1832).
Herschel stavěl stále větší dalekohledy, až 28. srpna 1789 dokončil dalekohled s průměrem 122 cm a ohniskovou vzdáleností asi 12 m. Stavbu zaplatil král Jiří III. S ním téhož dne objevil jeden ze Saturnových měsíců, Enceladus. a 17. září měsíc Mimas.
Dne 30. dubna 1793 se stal anglickým občanem a začal se podepisovat William Herschel.

### Poslední léta
V roce 1816 obdržel rytířský titul a Řád Guelfů a rok před svou smrtí byl za své objevy zvolen prvním prezidentem Královské astronomické společnosti. Od roku 1816 mu asistoval při astronomických pozorováních jeho syn John Herschel.
William Herschel ve svých pozorováních pokračoval téměř až do své smrti 25. srpna 1822. Je pohřben na hřbitově v Uptonu. Na jeho náhrobku je latinský nápis: „Coelorum perrupit claustra“ (Prorazil hranice nebes) a latinský nápis o 150 slovech.
Svou prací rozšířil znalosti o vesmíru a posunul hranice pozorovatelného vesmíru. Sám patřil mezi první astronomy, kteří si uvědomovali, že se dívají směrem do minulosti. Na místě, kde stával dům Herschelovy rodiny ve Slough byl v roce 1969 vztyčen památník, který má symbolizovat jeho dvanáctimetrový teleskop, na němž je výrok Williama Herschela z roku 1813:
| „                  | Podíval jsem se dál do vesmíru, než kdokoliv z lidí přede mnou. | “ |
| — William Herschel |                                                                 |   |

### Nositelé jména Herschel
Nositelem jeho jména je:

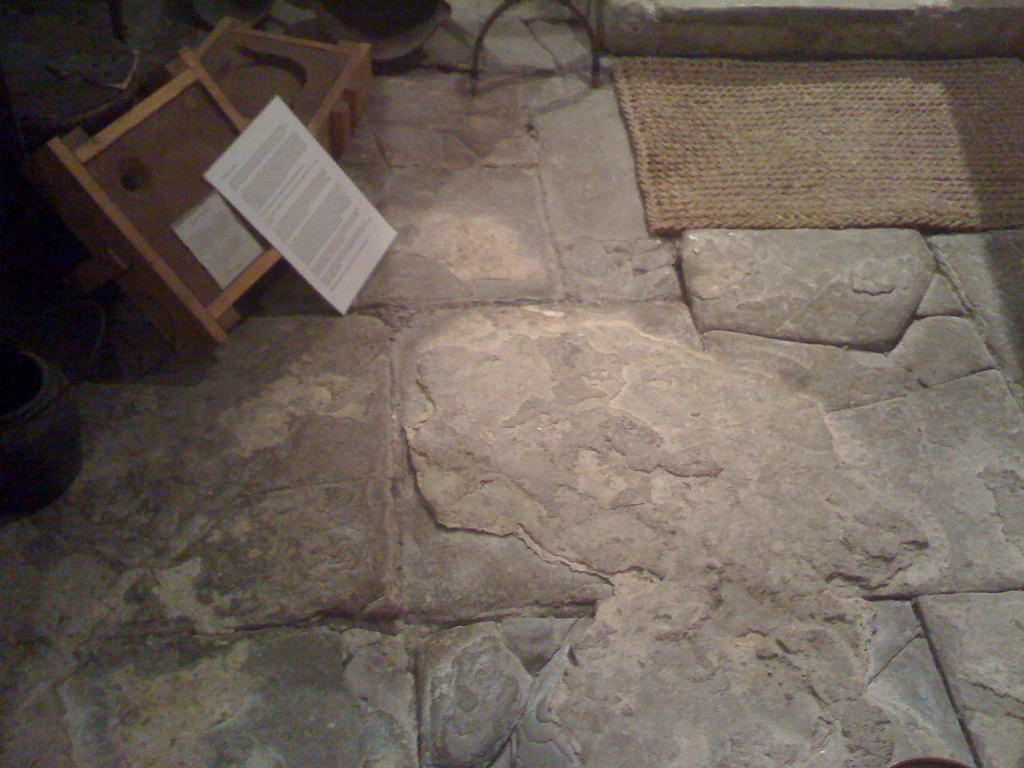
Místo v prostorách muzea v Bath, kde se Herschelovi rozlil roztavený kov při výrobě velkého zrcadla.

- Herschelova vesmírná observatoř, největší kosmický teleskop pracující s infračerveným zářením.
- Teleskop William Herschel na observatoři na ostrově La Palma, který je s průměrem zrcadla 4,2 m největší v Evropě.
- Kráter Herschel na Měsíci.
- Velká impaktní pánev Herschel na Marsu.
- Rozsáhlý kráter Herschel na Saturnově měsíci Mimas.
- Planetka 2000 Herschel.
- μ Cephei, známá také jako Herschelova granátová hvězda, červený veleobr v souhvězdí Cefea.
- Herschel Grammar School ve Slough.
- Rue Herschel, ulice v Paříži.
- Herschelovo muzeum astronomie v Bath.
- Herschelova budova, která je součástí Newcastle University, v Newcastle upon Tyne ve Velké Británii.
- Střední škola Herschelschule v Hannoveru v Německu.
- Malá vesnice Herschel v provincii Saskatchewan v Kanadě.
- Herschelova observatoř patřící univerzitě v Santos v Brazílii.
- Společenský dům ve Slough, který se nachází blízko místa, kde stával Herschelův dům (Herschel Arms, 22, Park St, Slough, Berkshire SL1 1PS).
- Herschelova astronomická společnost, která pečuje o Herschel Memorial Observatory v Etonu v hrabství Berkshire.

## Dílo

### Objev planety Uran

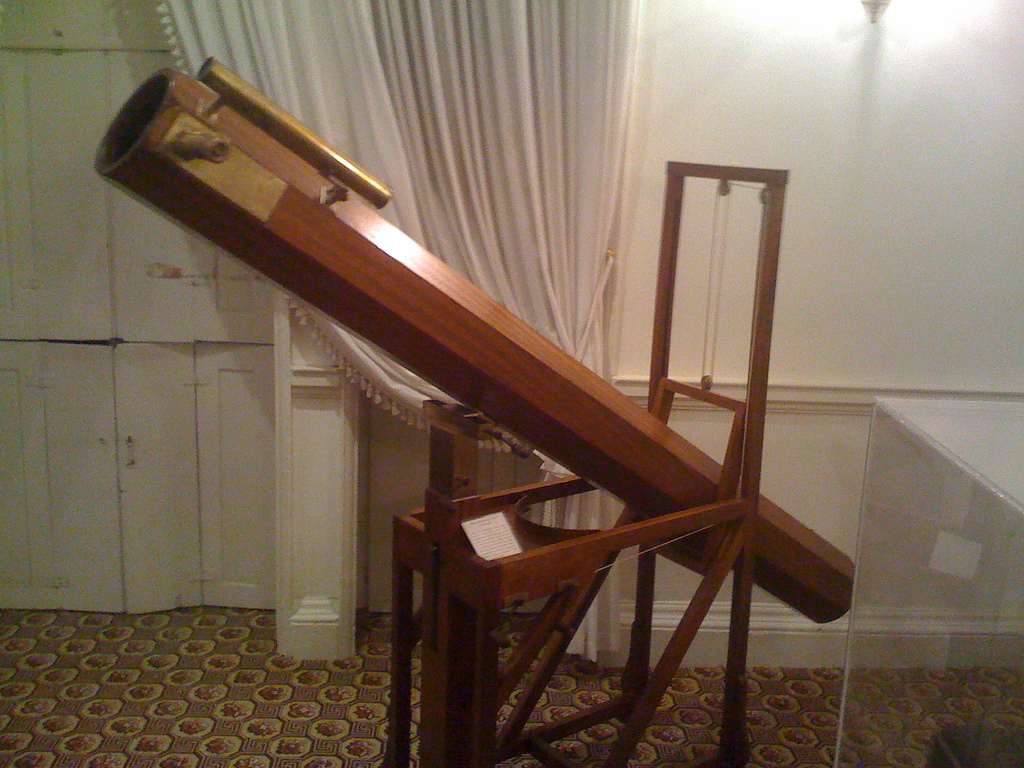
Replika teleskopu, se kterým Herschel objevil planetu Uran.

Nejvýznamnějším Herschelovým objevem, který ho nejvíce proslavil, bylo nalezení nové planety. Tato planeta byla podle pozdějšího prohledání záznamů pozorována již dříve (Johnem Flamsteedem, Tobiasem Mayerem, Jamesem Bradleyem), ale pozorovaný objekt byl považován za hvězdu. William Herschel měl oproti ostatním pozorovatelům výhodu pečlivého a podrobného prozkoumávání oblohy, kdy zaznamenával pozorované objekty. Herschel rozdělil oblohu na 3 000 částí po asi 2°, kde podrobně zaznamenával nalezené objekty. Při jeho práci mu pomáhala i jeho sestra Caroline. Dnes se tento postup nazývá metoda vybraných polí. Tímto postupem objevil 13. března 1781 v sousedství slabé hvězdy ζ Tauri objekt, který zprvu považoval za kometu a dokonce se mu zdálo, že během roku se průměr tohoto tělesa zvětšuje. O svém objevu informoval na zasedání Královské učené společnosti 26. dubna 1781 ve zprávě nazvané „Account of a Comet“.
Na to, že by se mohlo jednat o planetu přišel francouzský matematik Bochart de Saron. Ten 8. května zveřejnil své výpočty, podle kterých se nalezený objekt pohybuje po eliptické dráze. Definitivně potvrdili objev nové planety Andrej Ivanovič Lexell a Pierre-Simon Laplace, kteří spočítali základní parametry dráhy.
William Herschel navrhl, aby nová planeta byla nazvána „hvězda krále Jiřího“ (Georgium Sidus), protože byla objevena během jeho vlády, ve Francii se ujal název „Herschelova planeta“. Později bylo místo těchto názvů oficiálně přijato jméno Uran podle nejstaršího z bohů starověkého Řecka, Úrana. To dal planetě německý astronom Johann Elert Bode, aby byl dodržen zvyk, pojmenovávat planety podle jmen bohů.
Ve značení planety Uran přesto něco ze jména Herschel zůstalo. Jeden ze dvou symbolů pro tuto planetu,♅ , v sobě obsahuje písmeno H podle iniciály příjmení objevitele.

### Další astronomické objevy

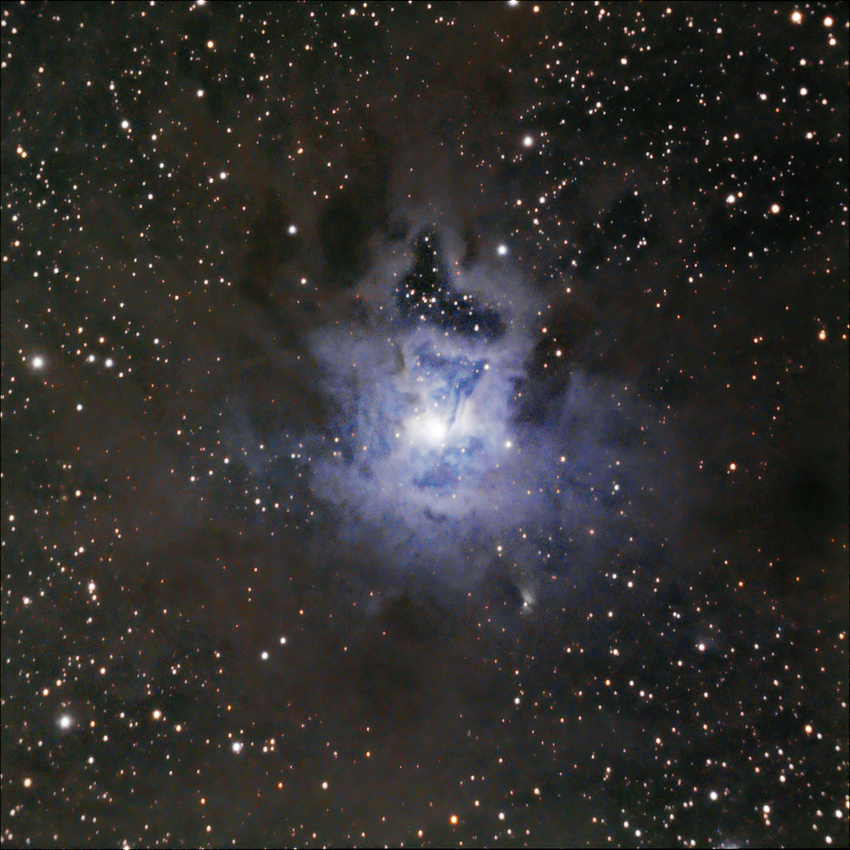
Mlhovina Iris (česky Kosatec), kterou 18. října 1794 jako první zaznamenal William Herschel.

Kromě Uranu objevil 11. ledna 1787 i jeho dvě družice, které byly později nazvány na návrh jeho syna Johna Herschela Titania a Oberon. Dne 28. srpna 1789 objevil dvě družice Saturnu, měsíce Enceladus a Mimas. Pozorování Uranu se věnoval stále a tak v roce 1797 objevil jeho prstence, ale až do jejich znovuobjevení v roce 1977 byl jeho objev považován za omyl.
V roce 1781 stanovil z pozorování povrchu Marsu jeho periodu rotace a o třináct let později periodu rotace Saturnu a jeho prstenců. Prokázal změny Marsových polárních čepiček a pomocí zákrytů hvězd touto planetou zjistil přítomnost jeho atmosféry. Také navrhl pojmenovat nově objevená malá tělesa - z nichž první, Ceres, bylo objeveno 1. ledna 1801 - asteroidy, což znamená hvězdám podobné.
Ze záznamů o pozorování počtu slunečních skvrn se pokusil vyjádřit vztah mezi počtem slunečních skvrn a cenou obilí v jednotlivých letech a tedy i vliv Slunce na klima. Měl však k dispozici nedostatečné množství záznamů. Navíc v letech 1650–1717, ze kterých měl data o počtu skvrn, se Slunce nacházelo ve stavu tzv. Maunderova minima (jeho objev byl publikován v letech 1890 a 1894), kdy se na Slunci objevovalo jen málo slunečních skvrn. Navrhl proto soustavné pozorování Slunce, které by potvrdilo nebo vyvrátilo jeho domněnku, že množství slunečních skvrn má vliv na podnebí na Zemi.
Také se však dopustil některých omylů. Při svém pozorování Měsíce v roce 1787 spatřil 19. dubna na jeho povrchu světlo, které považoval za světlo vycházející ze žhavé lávy. Své pozorování popsal v článku An Account of Three Volcanoes in the Moon. Na Měsíci však nebyly dosud nikdy objeveny činné sopky, a proto se jeho pozorování zařazuje mezi pozorování měsíčních přechodných jevů (anglicky Transient lunar phenomenon), které nebyly nikdy uspokojivě vysvětleny a vede se diskuse, zda jsou tyto jevy vůbec reálné.
Zajímavý byl Herschelův názor na stavbu Slunce. Slunce bylo podle něj tmavá koule na níž svítila pouze oblaka. Pod nimi měli žít lidé. Sluneční skvrny měly být otvory ve žhavých oblacích, kterými by bylo možné pozorovat chladný povrch Slunce.

### Hvězdná astronomie

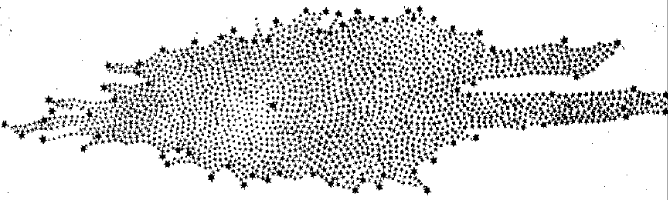
Herschelova představa tvaru naší Galaxie.

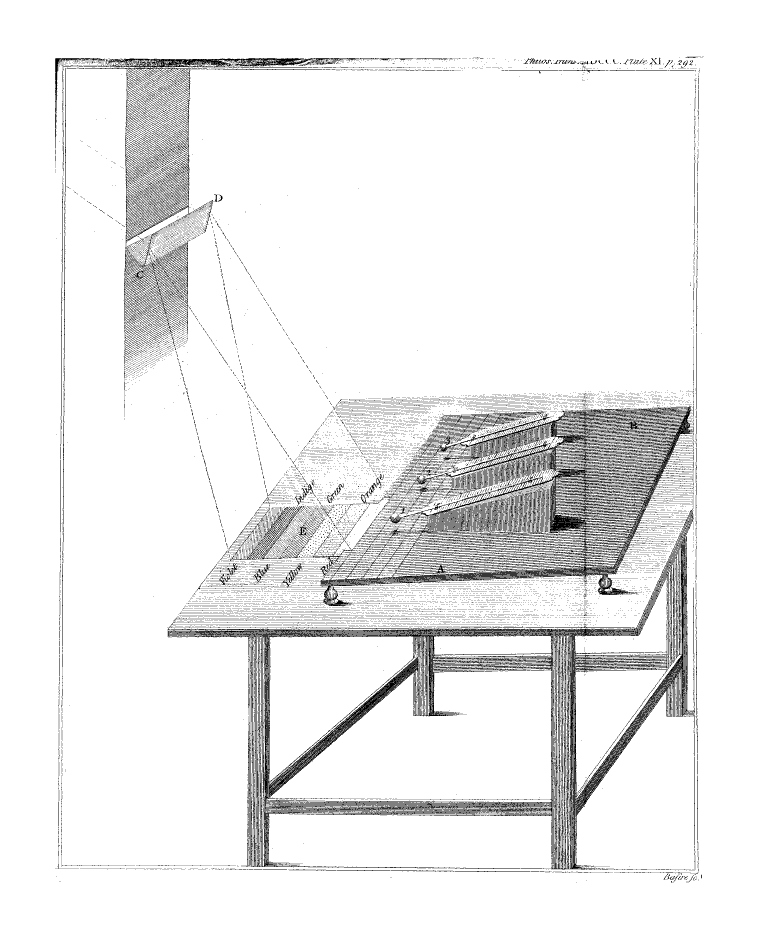
Herschelův pokus tak, jak byl nakreslen v časopise Philosophical Transactions vydávaném Královskou učenou společností.

Kromě planetární astronomie se Herschel hlavně věnoval hvězdné astronomii. V té době byly hvězdy ležící blízko sebe považovány za vizuální dvojhvězdy. V roce 1774 se pokusil proměřit jejich roční paralaxy, aby určil jejich vzdálenosti, ale byl neúspěšný (první úspěšné změření paralaxy hvězdy provedl v roce 1838 F. W. Bessel u hvězdy 61 Cygni). Po letech se ke svým měřením vrátil a s překvapením zjistil, že došlo u některých dvojic hvězd k jejich pootočení. Prokázal tak existenci fyzických dvojhvězd a vícenásobných hvězdných soustav. V letech 1803 – 1804 definitivně prokázal u fyzických dvojhvězd jejich oběh kolem společného těžiště.
V roce 1782 zveřejnil první svůj katalog mlhovin a dvojhvězd, kde se nacházelo 227 dvojhvězd objevených Herschelem. O tři roky později byl vydán katalog nový s 434 dvojhvězdami a poslední katalog, vydaný krátce před jeho smrtí obsahoval 848 vícenásobných hvězdných soustav. Tyto katalogy a katalog Johna Herschela vydaný v roce 1864 se staly základem pro New General Catalogue (dodnes používaný pod značením NGC) vydaný J. E. Dreyerem v roce 1888. William Herschel zavedl u některých mlhovin název planetární mlhoviny, protože mu svým vzhledem připomínaly planety.
Zapsal se také do dějin zkoumání proměnných hvězd, kdy kromě vydání pojednání o hvězdě Mira Ceti objevil v pořadí osmou proměnnou hvězdu α Herculis. Proměnlivou jasnost těchto hvězd vysvětloval různou jasností jejich částí povrchu a rotací hvězd.
Na sklonku života se věnoval popisu makrokosmu kolem nás, například se pokusil popsat tvar Mléčné dráhy. Pozici Slunce v Mléčné dráze však umístil nesprávně blízko jejího středu. Také objevil vlastní pohyb Slunce mezi hvězdami a zjistil, že Slunce se pohybuje směrem k souhvězdí Herkula.

### Fyzikální objevy
Kolem roku 1800 experimentoval Herschel v Anglii se slunečním světlem, kdy pozoroval Slunce přes různě barevná skla. Všiml si, že tepelný vjem není vždy stejný. V důsledku toho provedl experiment s použitím skleněných hranolů, rozkládající sluneční světlo na spektrum, a teploměru. S ním testoval jednotlivé barevné části, aby zjistil, které nesou největší množství tepla. Při pokusu posunul teploměr až za konec červené složky světla a očekával, že tepelný efekt vymizí. Navzdory předpokladům, teplota vzrostla ještě více než v kterémkoliv z předchozích případů. Tato „neviditelná“ složka světla byla pojmenována infračervená (tj. pod červenou).
Jeho experiment později zopakoval Johann Wilhelm Ritter a objevil při podobném uspořádání pokusu v únoru 1801 ultrafialové záření.

Znázornění chodu paprsků Herschel-Lomonosovovým zrcadlovým dalekohledem.

### Herschelovy dalekohledy
William Herschel vyráběl ve své době jedny z nejlepších a největších dalekohledů. Jeho dalekohledy byly původně Newtonova typu, kde objektiv tvoří parabolické zrcadlo. Paprsky se od něj odrážely na malé zrcátko skloněné pod úhlem 45° k ose dalekohledu a procházely tak na kolmo umístěnou část, kde byla spojná čočka.
Herschel v roce 1775 rovinné zrcadlo vynechal a parabolické zrcadlo trochu sklonil, takže odráželo paprsky stranou. Poblíž vstupního otvoru pak umístil okulár se spojnou čočkou. Tato konstrukce dalekohledu se nazývá Herschel-Lomonosovova. Herschel tak odstranil jeden optický prvek, neodstranil však nevýhodu Newtonova dalekohledu, kdy se pozorovatel musel nacházet poblíž vstupního otvoru dalekohledu.
Z mnoha teleskopů, které Herschel vyrobil jsou nejznámější tři:
- Teleskop o průměru zrcadla 15 cm a ohniskovou vzdáleností 210 cm, kterým objevil planetu Uran. Tento teleskop si později vzal s sebou do jižní Afriky John Herschel.[6]
- Od roku 1783 používal pro svoji práci na katalogizaci objektů severní hvězdné oblohy dalekohled s průměrem zrcadla 47,5 cm a ohniskovou vzdáleností 6,1 m. Používal jej také jeho syn v jižní Africe.[6]
- Od roku 1789 mu na pozemku ve Slough stál teleskop s průměrem zrcadla 122 cm a ohniskovou vzdáleností přibližně 12 m. Jím objevil dvě družice Saturnu, měsíce Enceladus a Mimas. Tento teleskop byl však natolik velký, že jej Herschel příliš nepoužíval. V roce 1839 byl rozebrán a dřevěná konstrukce, na které byl zavěšen byla stržena.[6] Část teleskopu se nachází v areálu National Maritime Museum v Greenwichi.[24]

### Publikace
William Herschel publikoval hlavně články v časopise Královské učené společnosti nazvaném Philosophical Transactions. Zde je výběr článků, které se ukázaly později jako nejvýznamnější pro význam jeho práce:
- Account of a Comet (1781) – článek o objevu planety Uran[5]
- Observations on the Rotation of the Planets sound their Axes (1781) – článek, ve kterém je stanovena doba rotace Marsu na 24 h 39 min 21 s[5] (skutečná hodnota je 24 h 37 min 22,66 s) a Jupitera na 9 h 54 min 56 s[5] (skutečná hodnota je 9 h 50 min)
- Catalogue of Double Stars (1782)[5]
- On the remarkable Appearances at the Polar Regions of the Planet Mars (1784) – článek s popisem změn polárních čepiček Marsu a informující o objevu atmosféry Marsu[5]
- (Second) Catalogue of Double Stars (1785)[5]
- Catalogue of One Thousand new Nebulae and Clusters of Stars (1786)[5]
- An Account of the Discovery of Two Satellites revolving round the Georgian Planet (1787) – článek o objevu měsíců Uranu Titania a Oberon[5]
- An Account of Three Volcanoes in the Moon (1787) – článek o pozorování sopek na Měsíci[5]
- Catalogue of a Second Thousand of Nebulae and Clusters of Stars (1789)[5]
- Account of the Discovery of a Sixth and Seventh Satellite of Saturn (1790) – informace o objevu Saturnových měsíců Mimas a Enceladus[5]
- On the Rotation of the Planet Saturn (1794) – článek, ve kterém je stanovena doba rotace Saturnu na 10 h 16 min[5] (skutečná hodnota je 10 h 14 min)
- On the periodical Star α Herculis (1796) – informace o proměnné hvězdě α Herkulis[5]
- Experiments on the Refrangibility of the invisible Rays of the Sun (1800) – článek o objevu infračerveného záření (Herschel ho nazýval calorific rays)[17]

## Hudební skladby
Seznam Herschelových hudebních skladeb:
- 18 symfonií pro malý orchestr (1760-1762)
- 6 symfonií pro velký orchestr (1762-1764)
- 12 koncertů pro hoboj, housle a violu (1759-1764)
- 2 varhanní koncerty
- 6 sonát pro housle, violoncello a cembalo (vydáno 1769)
- 12 solos for violin and basso continuo (1763)
- 24 capriccií a jedna sonáta pro sólové housle
- 1 andante pro dva basetové rohy, dva hoboje, dva lesní rohy a dva fagoty.

Různá vokální díla zahrnující jedno „Te Deum“, žalmy, motety, církevní zpěvy a několik „catch“ (vokální ronda).
Klávesové skladby pro varhany a cembalo:
- 6 varhanních fug
- 24 varhanních sonát (10 je nyní ztraceno)
- 33 varhanních „voluntaries“ (improvizací) a skladeb (neúplné)
- 24 varhanních skladeb (neúplné)
- 12 „voluntaries“ (improvizací) pro cembalo (11 je nyní ztraceno)
- 3 sonáty pro cembalo
- 25 variací ve vzestupné stupnici
- 2 menuety pro cembalo